# 1930-as labdarúgó-világbajnokság
Az 1930-as labdarúgó-világbajnokság a futball történetének első világbajnoksága volt. A FIFA által már harmadszor kiírt, ténylegesen az első vb-t Uruguayban rendezték, július 13. és július 30. között. A világbajnokságon profik, félprofik és amatőrök akadálytalanul játszhattak egymás ellen, ez azért figyelemre méltó, mert a NOB az olimpiákról kitiltotta a profikat. A FIFA Uruguayt az 1929. május 18-i, barcelonai konferencián választotta meg a világbajnokság házigazdájának. A vb ötlete Jules Rimettől jött, aki akkoriban a FIFA elnöke volt. A magyar futballt az újvilágban, a FIFA által a torna nemzetközi zsűrijébe delegált Fischer Mór képviselte, aki 1927-ben a FIFA alelnöke volt.
Meghívásos alapon a tornán összesen 13 nemzet vett részt: hét Dél-Amerikából, négy Európából és kettő Észak-Amerikából. Az európaiaknak komoly akadályt jelentett, hogy ahol profizmus volt, ott a klubok, ahol amatörizmus, ott a munkaadók mondtak határozott nemet a két hónapos távollétre. Az első két meccset egy időben játszották: a franciák 4-1-re verték Mexikót az Egyesült Államok pedig 3-0-ra győzött Belgium ellen. A döntőben Uruguay 4-2 re győzte le Argentínát 90 000 ezer néző előtt Montevideóban, így lett a rendező az első vb-győztes.

## Rendező
Olaszország, Svédország, Hollandia, Spanyolország, Magyarország és Uruguay jelentkezett a torna megrendezésére. Miután az európai országok visszaléptek, Uruguay-t a FIFA 1929. május 18-i, barcelonai konferenciáján kiválasztotta a világbajnokság házigazdájának.

## Résztvevők
A legelső világbajnokság volt az egyetlen a torna történetében, amikor nem rendeztek selejtezőket. Az összes válogatott meghívásos alapon vett részt a világbajnokságon. Mivel Dél-Amerikában rendezték az eseményt, ezért az amerikai kontinens válogatottjai részéről komoly érdeklődés mutatkozott: Uruguay, Argentína, Bolívia, Brazília, Chile, Paraguay, Peru, Mexikó és az USA elindultak a tornán. Összesen hét válogatott volt ott a Dél-amerikai zónából, soha a későbbiekben nem vett részt ennyi. Ami Európát illette, már korántsem volt ennyire élénk az érdeklődés. A meglehetősen hosszú és költséges út, az Atlanti-óceán hajóval történő átszelése nem hozta lázba az európai válogatottakat. Még annak ellenére sem, hogy az uruguayiak részben állták volna az útiköltségeket. Mindössze négy ország: Belgium, Franciaország, Jugoszlávia és Románia vállalta a részvételt.

## Helyszínek
Mindegyik mérkőzést Montevideo városában rendezték. Három stadiont használtak: az Estadio Centenariót, az Estadio Pocitost és az Estadio Parque Centralt. A 90 000 fős Estadio Centenario stadion a VB és Uruguay függetlenségének 100. évfordulójának alkalmából rekord idő, nyolc hónap alatt lett felépítve. Ez volt a világbajnokság elsőszámú stadionja, melyet Jules Rimet a "labdarúgás templomának" hívott. Ez a stadion adott helyet a tizennyolc mérkőzés közül tíznek, köztük a két elődöntőnek és a döntőnek is.
| Montevideo | Montevideo                                                                      | Montevideo                                                                               | Montevideo                                                                   |
| Montevideo | Estadio Centenario                                                              | Estadio Gran Parque Central                                                              | Estadio Pocitos                                                              |
| Montevideo | d. sz. 34° 53′ 40″, ny. h. 56° 09′ 10″34.894550°S 56.152800°WEstadio Centenario | d. sz. 34° 54′ 04″, ny. h. 56° 09′ 32″34.901111°S 56.158889°WEstadio Gran Parque Central | d. sz. 34° 54′ 18″, ny. h. 56° 09′ 22″34.905105°S 56.156228°WEstadio Pocitos |
| Montevideo | Befogadóképesség: 90,000                                                        | Befogadóképesség: 20,000                                                                 | Befogadóképesség: 1,000                                                      |
| Montevideo |                                                                                 |                                                                                          |                                                                              |

## Játékvezetők
A labdarúgó-világbajnokság lebonyolítására a FIFA JB Európából 4, Dél-Amerikából 10, Észak-Amerikából 1, összesen 15 játékvezetőt hívott meg. A legfiatalabb játékvezető Francisco Mateucci (uruguay) (27 év 62 nap), a legidősebb Almeida Rego (49 év 174 nap) voltak. A 18 mérkőzés működési megoszlása: John Langenus – 4, Almeida Rego – 3, Anibal Tejada és Jose Macias – 2,, a többi 7 bíró 1–1 találkozó vezetésére kapott megbízást. A lebonyolítást segítő szabályzat lehetővé tette, hogy a csapatok a nemkívánatos játékvezetővel szemben írásos panasszal éljenek. Ezzel több alkalommal éltek a csapatok. A meghívott játékvezetők közül sportpolitikai és egyéb okok miatt négyen csak partbíróként tevékenykedtek. A FIFA JB korabeli elvárása szerint azok a játékvezetők, akik nem működtek, a mérkőzést vezető társuknak partbíróként segített. A 18 mérkőzése 36 partbíró nyújtott szakmai segítséget az oldalvonal mellől. Ulises Saucedo – 5, Henry Christophe és Alberto Warnken 4–4, John Balway, Domingo Lombardi és Francisco Mateucci 3–3, John Langenus, Almeida Rego, Martin Aphesteguy, Constantin Radulescu és Gaspar  Wallejo 2–2, a többi meghívott 1–1 találkozón kapott partbírói feladatot.
| Európa - John Langenus - Henry Christophe - John Balway - Constantin Rădulescu Észak-Amerika - Gaspar Wallejo | Dél-Amerika - Domingo Lombardi - Anibal Tejada - Francisco Mateucci - Ricardo Vallarino - Gualberto Alonso - Martin Aphesteguy - Ulises Saucedo - Alberto Warnken - José Macías - Gilberto de Almeida Rêgo |

## Csoportkör
Egy győzelem 2 pontot ért, egy döntetlen 1 pontot ért.
| Jelmagyarázat           |
| ----------------------- |
| Bejutott az elődöntőbe. |
| Kiesett.                |

### 1. csoport

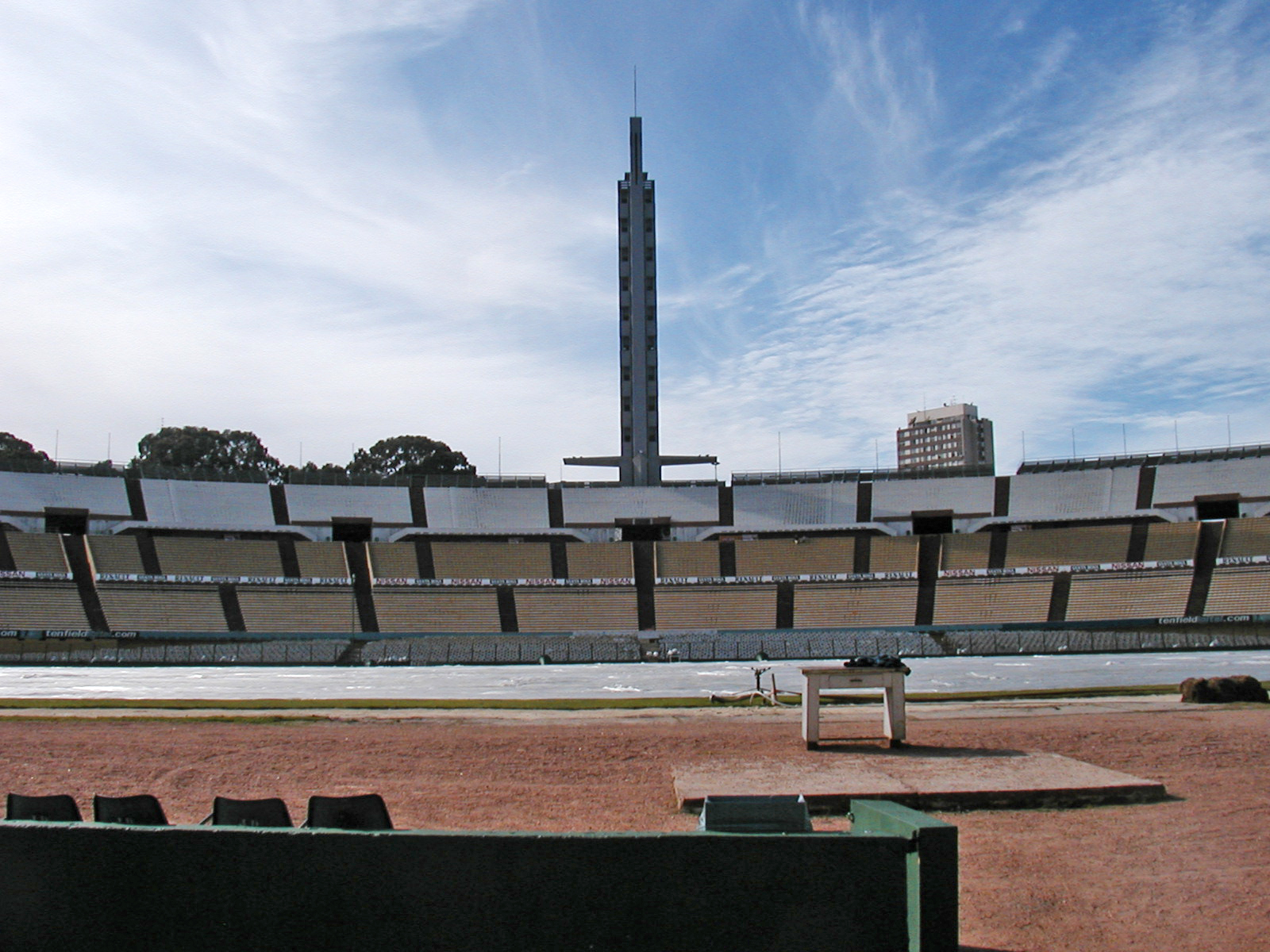
Az Estadio Centenarióban rendezték a kiemelt mérkőzéseket.

Az első csoport volt az egyetlen, amelyiket négy csapat alkotott, így a csoportból a továbbjutás is nehezebb volt. A történelmi nyitó mérkőzéseket egy időben rendezték, az egyik mérkőzésen Franciaország-Mexikóval találkozott. Az előzetes erőviszonyok alapján a mérkőzés meglepetést hozott, a franciák szép játékát és könnyű győzelmét a mexikóiak ellen. Az amerikai földrészre jellemző játékmodornak megfelelően a mexikóiak nemegyszer a labda helyett az ellenfél játékosát találták el. A 20. perctől a franciák szükségkapussal, 10 emberrel játszottak a túlzott mexikói keménység miatt. A világbajnokságok történetének első gólját a francia Lucien Laurent rúgta. Két nappal később a franciák az Argentinokkal játszottak. A hatalmas termetű, Alex Thepot francia kapus élete legjobb formájában védett egészen a 81. percig, ekkor Almeida Rego játékvezető, a kaputól mintegy húsz méter távolságból szabadrúgást ítélt. Az argentin Monti hatalmas lövése védhetetlenül vágódott a hálóba. Alig kezdték újra a játékot, a bíró (tévedésből) a mérkőzés végét jelezte - hat perccel a szabályos játékidő letelte előtt. Az Argentinok ujjongva indultak lefelé, a franciák kétségbeesetten tiltakoztak a brazil bírónál, aki végül - két partbírójának tájékoztatója alapján - belátta tévedését és a folytatásra szólította fel a játékosokat. Az Argentinok védekezésre rendezkedtek be és a felzaklatott franciák már nem tudtak változtatni az eredményen.
Franciaország és Chile válogatottja egyformán három góllal verte Mexikót. Chile nagy küzdelem után a franciákat is legyőzte. A chilei csapatot Orth György, minden idők egyik legnagyobb magyar labdarúgója készítette fel a világbajnokságra.
Az Argentína-Mexikó mérkőzés hevességét jól mutatja, hogy a játékvezetőnek öt büntetőrúgást (11-est) kellett ítélnie, azonban csak az egyikből esett gól. Ez volt az első büntetőből elért találat a világbajnokságok történetében, amely a mexikói Manuel Rosas nevéhez fűződik.
A csoportból kiesett Franciaország és Mexikó, a csoportelsőség a "kis rangadón", az Argentína-Chile találkozón dőlt el. Az első félidőben az argentin csatárok színes, ötletes támadásokat vezettek, a chileiek szervezetten védekeztek, keményen romboltak. A második félidőben parázs jelenet (európai megítéléssel botrány) alakult ki. Monti vad belemenésére az egyik chilei játékos tettlegességgel válaszolt, Monti rögtön törlesztett, a huszonkét játékos pedig azonnal összeverekedett, amire bevonultak a rendőrök, hogy rendet tegyenek. Jó 10 percnyi hadakozás után valamennyire helyreállt a rend, a játékvezető folytatta a mérkőzést. A dél-amerikai játékmodorból előzetesen felkészített John Langenus (belga) játékvezető senkit sem küldött le a pályáról! Ez a merész játékvezetői taktika később pozitívan hatott számára. Argentína lett a csoportelső.
| Csapat        | M | Gy | D | V | G+ | G– | Gk | P |
| ------------- | - | -- | - | - | -- | -- | -- | - |
| Argentína     | 3 | 3  | 0 | 0 | 10 | 4  | +6 | 6 |
| Chile         | 3 | 2  | 0 | 1 | 5  | 3  | +2 | 4 |
| Franciaország | 3 | 1  | 0 | 2 | 4  | 3  | +1 | 2 |
| Mexikó        | 3 | 0  | 0 | 3 | 4  | 13 | –9 | 0 |

| 1930. július 13. 15:00 UYT (UTC−03:30) |

| Franciaország                                  | 4–1                         | Mexikó      |
| ---------------------------------------------- | --------------------------- | ----------- |
| L. Laurent 19' Langiller 40' Maschinot 43' 87' | (3–0) Jegyzőkönyv Részletek | Carreño 70' |

| Estadio Pocitos, Montevideo Nézőszám: 4444 Játékvezető: Domingo Lombardi (uruguayi) |

| 1930. július 15. 16:00 UYT (UTC−03:30) |

| Argentína | 1–0                         | Franciaország |
| --------- | --------------------------- | ------------- |
| Monti 81' | (0–0) Jegyzőkönyv Részletek |               |

| Estadio Parque Central, Montevideo Nézőszám: 23 409 Játékvezető: Almeida Rêgo (brazil) |

| 1930. július 16. 14:45 UYT (UTC−03:30) |

| Chile                                    | 3–0                         | Mexikó |
| ---------------------------------------- | --------------------------- | ------ |
| Carlos Vidal 3' 65' M. Rosas 52' (öngól) | (1–0) Jegyzőkönyv Részletek |        |

| Estadio Parque Central, Montevideo Nézőszám: 9249 Játékvezető: Henry Christophe (belga) |

| 1930. július 19. 12:50 UYT (UTC−03:30) |

| Chile        | 1–0                         | Franciaország |
| ------------ | --------------------------- | ------------- |
| Subiabre 67' | (0–0) Jegyzőkönyv Részletek |               |

| Estadio Centenario, Montevideo Nézőszám: 2000 Játékvezető: Anibal Tejada (uruguayi) |

| 1930. július 19. 15:00 UYT (UTC−03:30) |

| Argentína                                      | 6–3                         | Mexikó                                |
| ---------------------------------------------- | --------------------------- | ------------------------------------- |
| Stábile 8' 17' 80' Zumelzú 12' 55' Varallo 53' | (3–1) Jegyzőkönyv Részletek | M. Rosas 42' (11-esből) 65' Gayón 75' |

| Estadio Centenario, Montevideo Nézőszám: 42 100 Játékvezető: Ulises Saucedo (bolíviai) |

| 1930. július 22. 14:45 UYT (UTC−03:30) |

| Argentína                       | 3–1                         | Chile        |
| ------------------------------- | --------------------------- | ------------ |
| Stábile 12' 13' M. Evaristo 51' | (2–1) Jegyzőkönyv Részletek | Subiabre 15' |

| Estadio Centenario, Montevideo Nézőszám: 41 459 Játékvezető: John Langenus (belga) |

### 2. csoport
Az európai második erőcsoportba sorolt Jugoszlávia kulturált játékkal nagyszerű győzelmet aratott csoportellenfeleivel szemben, csoportelsőként került az elődöntőbe. A játékok hevességére jellemző volt, hogy a Jugoszlávia – Bolívia találkozón már a világbajnokság második lábtörése következett be. A brazilok sokkal jobb eredményre számítottak, de a jugoszlávoktól elszenvedett vereség megpecsételte sorsukat. A Brazília – Bolívia összecsapásnak már nem volt jelentős tétje. A bolíviai csapat még gólt sem rúgott a labdarúgó tornán.
| Csapat      | M | Gy | D | V | G+ | G– | Gk | P |
| ----------- | - | -- | - | - | -- | -- | -- | - |
| Jugoszlávia | 2 | 2  | 0 | 0 | 6  | 1  | +5 | 4 |
| Brazília    | 2 | 1  | 0 | 1 | 5  | 2  | +3 | 2 |
| Bolívia     | 2 | 0  | 0 | 2 | 0  | 8  | –8 | 0 |

| 1930. július 14. 12:45 UYT (UTC−03:30) |

| Jugoszlávia          | 2–1                         | Brazília      |
| -------------------- | --------------------------- | ------------- |
| Tirnanić 21' Bek 30' | (2–0) Jegyzőkönyv Részletek | Preguinho 62' |

| Estadio Parque Central, Montevideo Nézőszám: 24 059 Játékvezető: Anibal Tejada (uruguayi) |

| 1930. július 17. 12:45 UYT (UTC−03:30) |

| Jugoszlávia                                | 4–0                         | Bolívia |
| ------------------------------------------ | --------------------------- | ------- |
| Bek 60' 67' Marjanović 65' Vujadinović 85' | (0–0) Jegyzőkönyv Részletek |         |

| Estadio Parque Central, Montevideo Nézőszám: 18 306 Játékvezető: Francisco Mateucci (uruguayi) |

| 1930. július 20. 13:00 UYT (UTC−03:30) |

| Brazília                           | 4–0                         | Bolívia |
| ---------------------------------- | --------------------------- | ------- |
| Moderato 37' 73' Preguinho 57' 83' | (1–0) Jegyzőkönyv Részletek |         |

| Estadio Centenario, Montevideo Nézőszám: 25 466 Játékvezető: Thomas Balvay (francia) |

### 3. csoport
A csoport nyitó mérkőzését Románia Peruval játszotta, sima európai siker született. Ezen a mérkőzésen volt a világbajnokságok első kiállítása.
Az első igazi felhajtást a kétszeres olimpiai bajnok hazai együttes fellépése okozta. Az Uruguay-Peru találkozó váratlanul kemény diónak bizonyult, a szervezett védekezést csak nagy nehezen sikerült megtörni. A csoport záró találkozója nem bizonyult mértékadónak, mert a románok az ellenfél túlzott tiszteletével szinte megadták magukat, így Uruguay lett a csoportelső.
| Csapat  | M | Gy | D | V | G+ | G– | Gk | P |
| ------- | - | -- | - | - | -- | -- | -- | - |
| Uruguay | 2 | 2  | 0 | 0 | 5  | 0  | +5 | 4 |
| Románia | 2 | 1  | 0 | 1 | 3  | 5  | –2 | 2 |
| Peru    | 2 | 0  | 0 | 2 | 1  | 4  | –3 | 0 |

| 1930. július 14. 14:50 UYT (UTC−03:30) |

| Románia                         | 3–1                         | Peru               |
| ------------------------------- | --------------------------- | ------------------ |
| Dezső 1' Stanciu 79' Kovács 89' | (1–0) Jegyzőkönyv Részletek | Souza Ferreira 75' |

| Estadio Pocitos, Montevideo Nézőszám: 2549 Játékvezető: Alberto Warnken (chilei) |

| 1930. július 18. 14:30 UYT (UTC−03:30) |

| Uruguay    | 1–0                         | Peru |
| ---------- | --------------------------- | ---- |
| Castro 65' | (0–0) Jegyzőkönyv Részletek |      |

| Estadio Centenario, Montevideo Nézőszám: 57 735 Játékvezető: John Langenus (belga) |

| 1930. július 21. 14:50 UYT (UTC−03:30) |

| Uruguay                                   | 4–0                         | Románia |
| ----------------------------------------- | --------------------------- | ------- |
| Dorado 7' Scarone 26' Anselmo 31' Cea 35' | (4–0) Jegyzőkönyv Részletek |         |

| Estadio Centenario, Montevideo Nézőszám: 70 022 Játékvezető: Almeida Rêgo (brazil) |

### 4. csoport

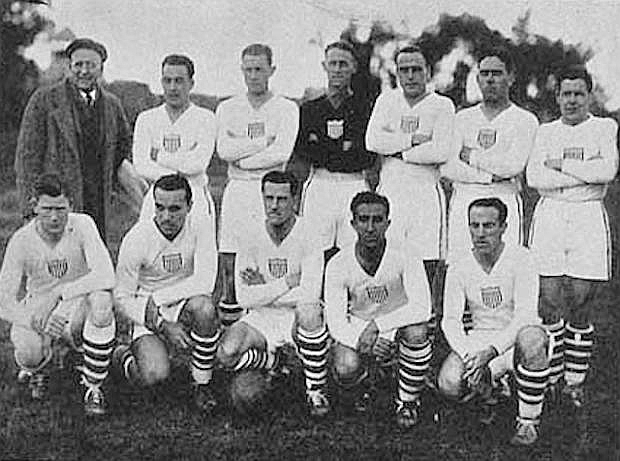
Az Egyesült Államok válogatottja.

A másik történelmi nyitó mérkőzést Belgium az Egyesült Államokkal játszott. A favoritnak számító európai csapat meglepetésre sima vereséget szenvedett az amerikaiaktól. Az Egyesült Államok – se múlt, se bajnokság, csak tőkeerős szponzor – labdarúgó-csapatát néhány emigráns francia és angol profi játékossal erősítették meg, ami magyarázata lehet váratlan sikerüknek. 
Az elődöntőbe jutás az USA-Paraguay mérkőzésen dőlt el. Az észak-amerikai csapat meglepően jó játékkal biztosan győzött Paraguay ellen. A világbajnokság első mesterhármasát Bert Patenaude (Egyesült Államok) érte el Paraguay ellen. Paraguay válogatottja egy gyors góllal verte meg a belgákat, a találkozó nem volt sem izgalmas, sem színvonalas, igazi tétje sem volt már. A belga csapat lett a második válogatott, amely a világbajnokságon még gólt sem ért el.
| Csapat           | M | Gy | D | V | G+ | G– | Gk | P |
| ---------------- | - | -- | - | - | -- | -- | -- | - |
| Egyesült Államok | 2 | 2  | 0 | 0 | 6  | 0  | +6 | 4 |
| Paraguay         | 2 | 1  | 0 | 1 | 1  | 3  | –2 | 2 |
| Belgium          | 2 | 0  | 0 | 2 | 0  | 4  | –4 | 0 |

| 1930. július 13. 15:00 UYT (UTC−03:30) |

| Egyesült Államok                    | 3–0                         | Belgium |
| ----------------------------------- | --------------------------- | ------- |
| McGhee 23' Florie 45' Patenaude 69' | (2–0) Jegyzőkönyv Részletek |         |

| Estadio Parque Central, Montevideo Nézőszám: 18 346 Játékvezető: José Macías (argentin) |

| 1930. július 17. 14:45 UYT (UTC−03:30) |

| Egyesült Államok      | 3–0                         | Paraguay |
| --------------------- | --------------------------- | -------- |
| Patenaude 10' 15' 50' | (2–0) Jegyzőkönyv Részletek |          |

| Estadio Parque Central, Montevideo Nézőszám: 18 306 Játékvezető: José Macías (argentin) |

| 1930. július 20. 15:00 UYT (UTC−03:30) |

| Paraguay        | 1–0                         | Belgium |
| --------------- | --------------------------- | ------- |
| Vargas Peña 40' | (1–0) Jegyzőkönyv Részletek |         |

| Estadio Centenario, Montevideo Nézőszám: 12 000 Játékvezető: Ricardo Vallarino (uruguayi) |

## Egyenes kieséses szakasz
|  |                        |                  |           |                       |   |           |           |       |
|  | Elődöntők              | Elődöntők        | Elődöntők |                       |   | Döntő     | Döntő     | Döntő |
|  | Elődöntők              | Elődöntők        | Elődöntők |                       |   | Döntő     | Döntő     | Döntő |
|  | július 26., Montevideo |                  |           |                       |   |           |           |       |
|  |                        |                  |           |                       |   |           |           |       |
|  | Argentína              | Argentína        | 6         |                       |   |           |           |       |
|  | Argentína              | Argentína        | 6         | július 30, Montevideo |   |           |           |       |
|  | Egyesült Államok       | Egyesült Államok | 1         |                       |   |           |           |       |
|  | Egyesült Államok       | Egyesült Államok | 1         |                       |   | Argentína | Argentína | 2     |
|  | július 27., Montevideo |                  |           |                       |   | Argentína | Argentína | 2     |
|  |                        |                  | Uruguay   | Uruguay               | 4 |           |           |       |
|  | Uruguay                | Uruguay          | Uruguay   | Uruguay               | 4 | 6         |           |       |
|  | Uruguay                | Uruguay          |           |                       |   |           |           |       |
|  | Jugoszlávia            | Jugoszlávia      | 1         |                       |   |           |           |       |
|  | Jugoszlávia            | Jugoszlávia      | 1         |                       |   |           |           |       |
|  |                        |                  |           |                       |   |           |           |       |

### Elődöntők
Az egyik elődöntő mérkőzés az Argentína-USA találkozó volt. Az amerikaiak sokáig visszaverték az argentin csatárok rohamait, a támadások lelke a hihetetlen munkabírású, keményen játszó, nagy technikai képességű Luisito Monti, korának messze kiemelkedő támadó középpályása volt. Az első félidőben egyik lövése a kapuba jutott. A második félidőben az Egyesült Államok csapata a nagy nyomás alatt elfáradt, ami a gólok sokaságában nyilvánult meg. Az amerikai csapat vezetői mindent elkövettek, még a belga John Langenus játékvezetőt is el akarták kloroformmal altatni! Ebben az "akcióban" az USA gyúrója saját csapdájába esett, nagy igyekezetében saját magát szúrta meg az injekciós tűvel és játékosa ápolása közben elaludt a gyepen.
A másik elődöntőt Uruguay és Jugoszlávia játszotta. A remek jugoszláv eredményeken felbuzdúlva, az "Evés közben jön meg az étvágy" közmondás szerint igyekeztek helyt állni a játéktéren. A hazaiak magabiztosak voltak, mint kétszeres olimpiai bajnokok, a hazai pálya előnyét, a hazai közönség támogatását - közel százezer néző - élvezve teli optimizmussal léptek pályára. A jugoszlávok bátran, nyílt sisakkal játszottak, játékban nem maradtak alul, de az eredményben már lemaradtak. A mérkőzést a dél-amerikai, brazil Almeida Rego vezette így nem csoda, hogy az európai sportsajtó őt tette felelőssé az első félidő eredményéért. A második félidőben a jugoszlávok már nem tudtak ellenállni a hazai rohamoknak. Ezen a mérkőzésen megszületett a második mesterhármas, amit az uruguayi csatár, Pedro Cea  érte el.
A döntőben részt vevő csapatok Uruguay és Argentína.
| 1930. július 26. 14:45 UYT (UTC-3:30) |

| Argentína                                               | 6–1                         | Egyesült Államok |
| ------------------------------------------------------- | --------------------------- | ---------------- |
| Monti 20' Scopelli 56' Stábile 69' 87' Peucelle 80' 85' | (1–0) Jegyzőkönyv Részletek | Brown 89'        |

| Estadio Centenario, Montevideo Nézőszám: 72 886 Játékvezető: John Langenus (belga) |

| 1930. július 27. 14:45 UYT (UTC-3:30) |

| Uruguay                                     | 6–1                         | Jugoszlávia    |
| ------------------------------------------- | --------------------------- | -------------- |
| Cea 18' 67' 72' Anselmo 20' 31' Iriarte 61' | (3–1) Jegyzőkönyv Részletek | Vujadinović 4' |

| Estadio Centenario, Montevideo Nézőszám: 79 867 Játékvezető: Almeida Rêgo (brazil) |

### Bronzmérkőzés
A labdarúgó-világbajnoki versenykiírás értelmében bronzmérkőzést nem játszottak a csapatok. A bronzmérkőzés bevezetésére 1934-ben került sor. Néhány forrás, különösen egy FIFA Bulletin 1984-ből utal arra, hogy lejátszották a harmadik helyezésért vívott, Jugoszlávia és az USA közötti (3–1) mérkőzést. Ezt az információt soha hivatalosan nem erősítették meg. Más források szerint a FIFA döntése alapján ítélték oda a bronzérmet a két elődöntős közül Jugoszláviának. Amennyiben a később alkalmazott rangsorolós rendszerben nézzük a csapatok teljesítményét (azonos körben kiesetteket pontozás és gólok alapján összehasonlítják), az USA lenne a harmadik és Jugoszlávia a negyedik, ezek azonban nem hivatalos helyezések. A torna végén mindkét csapat kapitányának bronzérmet adtak.

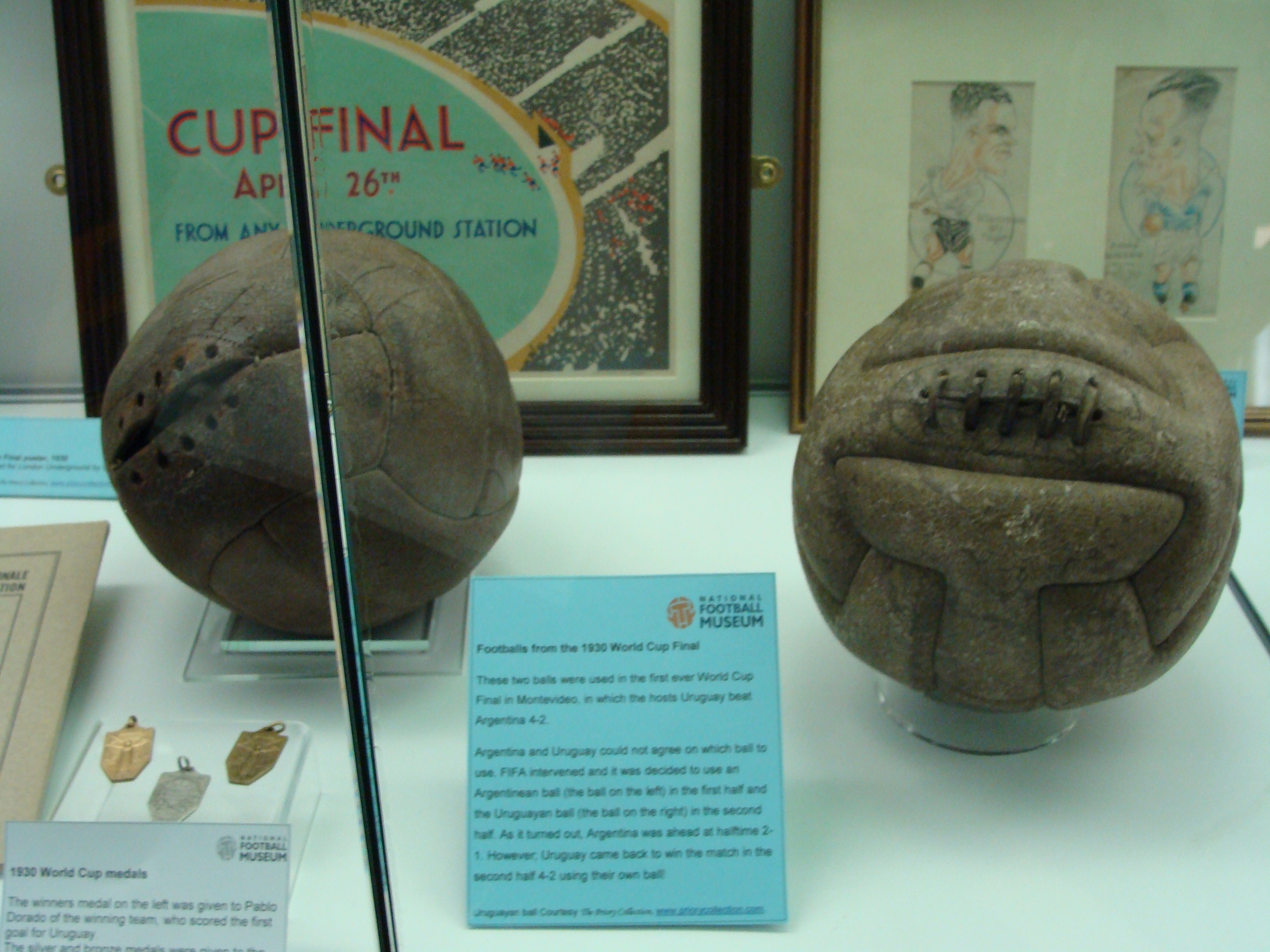
A döntőben használt labdák. Az argentinok által választott a bal oldalon, az uruguayiak labdája pedig a jobb oldalon látható.

### Döntő
Két esztendővel a világbajnokság előtt 1928-ban, az amszterdami olimpián hatalmas csatát vívott a két válogatott, s most a döntőben újra találkoztak. Az érdeklődés óriási volt, a nagy számú argentin néző miatt a hazai pálya nem jelentett nagyon nagy előnyt az uruguayiak számára. A mérkőzés kezdetére 93 000 ezer szurkoló zsúfolódott össze a nézőtéren. Az első világbajnoki döntő vezetésére John Langenus belga bírót kérték fel. A döntőt július 30-án játszották a Centenarió stadionban. Akkor még nem központi labdákkal játszottak, hanem minden csapat vitte a sajátját. A vitákat elkerülve Langenus úgy döntött, hogy az első félidőben az egyik, a másodikban a másik csapat labdájával fognak játszani, amit közmegelégedéssel mindenki elfogadott.
Nagyszerű játék, dinamikus iram, uruguayi vezetés, a gól után az argentinok kerülnek fölénybe, az egyenlítés után még a félidő előtt megszerzik a vezetést. A második félidőben a közönség űzte a hazai játékosokat, Uruguay kiegyenlített. A gól után Argentína olyan tíz percet produkált, amelyben nemcsak az argentin támadósor csillogtatta erényeit, hanem az uruguayi védelem példát mutatott a szervezett és önfeláldozó védekezésből. A nagy nyomás utáni ellentámadás eldöntötte az első világbajnoki cím sorsát.
| 1930. július 30. 15:30 UYT (UTC-3:30) |

| Uruguay                                   | 4–2               | Argentína                |
| ----------------------------------------- | ----------------- | ------------------------ |
| Dorado 12' Cea 57' Iriarte 68' Castro 89' | (1–2) Jegyzőkönyv | Peucelle 20' Stábile 37' |

| Estadio Centenario, Montevideo Nézőszám: 93 000 Játékvezető: John Langenus (belga) |

| Az 1930-as labdarúgó-világbajnokság győztese |
| -------------------------------------------- |
| · Uruguay · 1. cím                           |

## Gólszerzők
8 gólos
- Guillermo Stábile

5 gólos
- Pedro Cea

4 gólos
- Guillermo Subiabre
- Bert Patenaude

3 gólos
| - Carlos Peucelle - Preguinho | - Peregrino Anselmo | - Ivan Bek |

2 gólos
| - Luis Monti - Adolfo Zumelzú - Moderato | - André Maschinot - Manuel Rosas - Héctor Castro | - Pablo Dorado - Santos Iriarte - Bart McGhee |

1 gólos
| - Mario Evaristo - Alejandro Scopelli - Francisco Varallo - Carlos Vidal - Marcel Langiller - Lucien Laurent | - Juan Carreño - Roberto Gayón - Luis Vargas Peña - Luis Souza Ferreira - Kovács Miklós - Dezső Béla - Constantin Stanciu | - Jim Brown - Héctor Scarone - Blagoje Marjanović - Branislav Sekulić - Aleksandar Tirnanić - Đorđe Vujadinović |

## Végeredmény
Az első két helyezett utáni sorrend nem tekinthető hivatalosnak, mivel ezekért a helyekért nem játszottak mérkőzéseket. Ezért e helyezések meghatározásához az alábbiak lettek figyelembe véve:
1. több szerzett pont
2. jobb gólkülönbség
3. több szerzett gól

A hazai csapat eltérő háttérszínnel kiemelve.

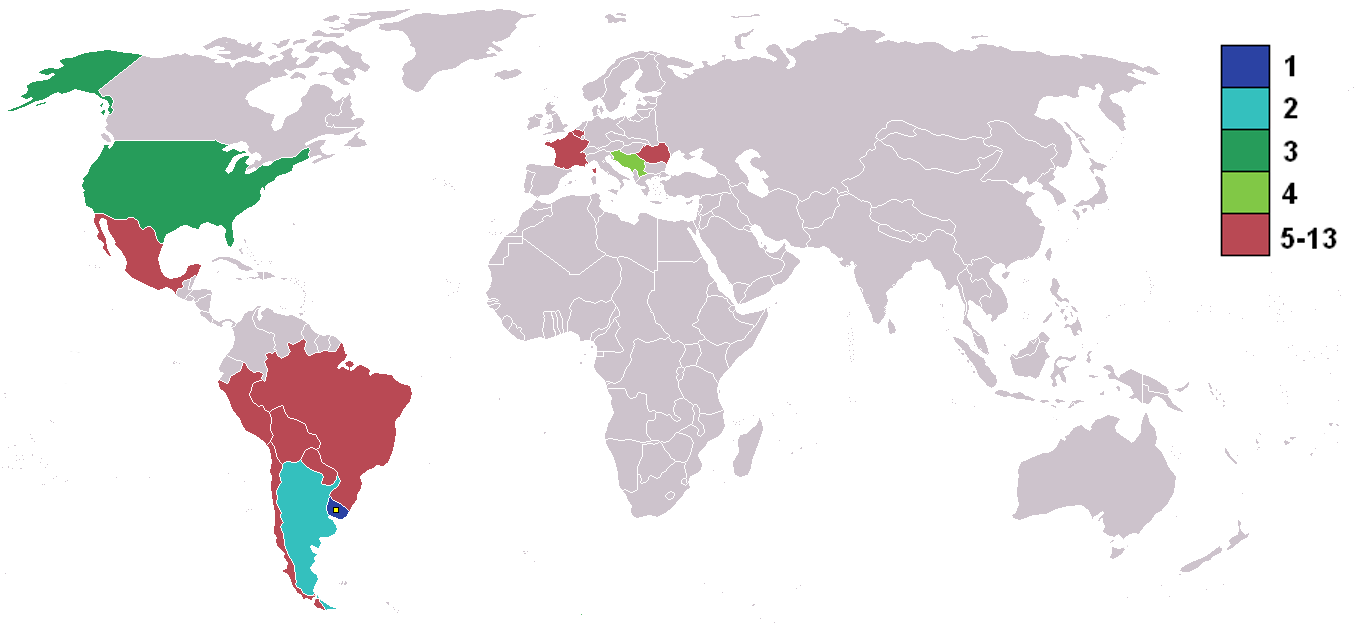
Az 1930-as labdarúgó-világbajnokságon részt vevő országok helyezései

| Helyezés | Nemzet           | M | Gy | D | V | G+ | G– | Gk  | P |
| -------- | ---------------- | - | -- | - | - | -- | -- | --- | - |
| Arany    | Uruguay          | 4 | 4  | 0 | 0 | 15 | 3  | +12 | 8 |
| Ezüst    | Argentína        | 5 | 4  | 0 | 1 | 18 | 9  | +9  | 8 |
| Bronz    | Egyesült Államok | 3 | 2  | 0 | 1 | 7  | 6  | +1  | 4 |
| 4.       | Jugoszlávia      | 3 | 2  | 0 | 1 | 7  | 7  | 0   | 4 |
|          |                  |   |    |   |   |    |    |     |   |
| 5.       | Chile            | 3 | 2  | 0 | 1 | 5  | 3  | +2  | 4 |
| 6.       | Brazília         | 2 | 1  | 0 | 1 | 5  | 2  | +3  | 2 |
| 7.       | Franciaország    | 3 | 1  | 0 | 2 | 4  | 3  | +1  | 2 |
| 8.       | Románia          | 2 | 1  | 0 | 1 | 3  | 5  | –2  | 2 |
| 9.       | Paraguay         | 2 | 1  | 0 | 1 | 1  | 3  | –2  | 2 |
| 10.      | Peru             | 2 | 0  | 0 | 2 | 1  | 4  | –3  | 0 |
| 11.      | Belgium          | 2 | 0  | 0 | 2 | 0  | 4  | –4  | 0 |
| 12.      | Bolívia          | 2 | 0  | 0 | 2 | 0  | 8  | –8  | 0 |
| 13.      | Mexikó           | 3 | 0  | 0 | 3 | 4  | 13 | –9  | 0 |